# コンピュータ
コンピュータ（英: computer）は、計算やデータ処理を自動的に行う装置全般のことであり、計算機、電算機とも言う。
特に断らない限りエレクトロニクスを用いた電子コンピュータ（英: electronic computer、漢字表記では電子計算機）を指す場合も多い。

## 概要
「コンピュータ」とは、元は計算手（計算する人間の作業者）を指したが、今では計算する装置あるいはシステムを指す。
歴史的には、機械式のアナログやデジタルの計算機、電気回路によるアナログ計算機、リレー回路によるデジタル計算機、真空管回路によるデジタル計算機、半導体回路によるデジタル計算機などがある。
1970年代や1980年代頃まではコンピュータといえばアナログコンピュータも含めたが、1990年代や2000年頃には一般には、主に電子回路による、デジタル方式でかつプログラム内蔵方式のコンピュータを指す状況になっていた。（広義の）演算を高速かつ大量に行えるため多用途であり、数値計算、情報処理、データ処理、制御、シミュレーション、文書作成、動画編集、ゲーム、仮想現実（VR）、画像認識、人工知能などに用いられる。さらに近年では、大学や先端企業などで、量子回路（現在よく使われる電子回路とは異なるもの）を用いた量子コンピュータも研究・開発されている。
様々な種類があり、メインフレーム、スーパーコンピュータ、パーソナルコンピュータ（マイクロコンピュータ）などの他、さまざまな機器（コピー機、券売機、洗濯機、炊飯器、自動車など）に内蔵された組み込みシステムやそれから派生したシングルボードコンピュータもある。2010年代には板状でタッチスクリーンで操作するタブレット（- 型コンピュータ）、板状で小型で電話・カメラ・GPS機能を搭載したスマートフォンも普及した。
世界に存在するコンピュータの台数は次のようになっている。
- 組み込みシステムは、2018年時点でおよそ100億台あると推計されている[2]。
- スマートフォンは、2018年時点で33億6千万台が稼働状態と推計されている[3]。
- サーバ・デスクトップPC・ノートPCは、2019年時点で20億台を超えると推計されている[4]。

コンピュータ同士を繋ぐネットワークは、1990年代に爆発的に普及して地球を覆うネットワークとなり、現在ではインターネットおよびそこに接続された膨大な数のコンピュータがITインフラとして様々なサービスを支えている。

## 表記・呼称
日本では「コンピュータ」や「コンピューター」という表記が多く使われている。
日本の法律用語、たとえば刑法や著作権法等では「電子計算機（）」と表現される（英語のelectronic computerに相当）。これは電算機（）と略される。なお「電算業務」「電算処理」「電算室」などの語には、「コンピュータの」という意味合いで「電算」という表現が織り込まれている。これについて、情報処理学会が日本における計算機の歴史について調査した際に、学会誌『情報処理』に掲載された富士通における歴史を述べた記事 によれば、電子計算機以前の頃、リレーによる計算機によりサービスを開始した同社が（「電子」じゃないけど、ということで）使い始めた言葉であろう、と書かれている。
中華人民共和国や台湾などでは「電脳」が使われ、日本でも趣味的な分野では「電脳（でんのう）」が使われることがある。
1950年代では「人工頭脳（じんこうずのう）」 や「電子頭脳（でんしずのう）」とも表現した。

## 語源
英語の「computer」は算術演算を行う主体であるが、元々は計算する人を指した。この用法は今でも有効である。オックスフォード英語辞典第2版では、この語が計算する機械をも指すようになった最初の年を1286年と記している。同辞典では、1946年までに、「computer」の前に修飾語を付けることで異なる方式の計算機を区別するようになったとする。たとえば「analogue computer」「digital computer」「electronic computer」といった表現である。
計算手は、電子計算機と区別する場合はレトロニムで「human computer」とも呼ばれる。

## コンピュータの構成要素
コンピュータは、ハードウェアおよびソフトウェアという2つの要素から構成される。

### ハードウェア

5大装置。制御装置と演算装置（ALU）はCPU（茶色の部分）に収められている。中央下が記憶装置。左が入力装置で右が出力装置

現在のコンピュータの基本はノイマン型で、そのハードウェアはコンピュータの5大装置とも呼ばれる装置（または機能）、すなわち制御装置、演算装置、記憶装置、入力装置、出力装置に分類できる。このうち制御装置と演算装置の2つは通常は中央処理装置（CPU）に含まれる。またメモリマップドI/Oでは記憶装置・入力装置・出力装置、タッチパネルでは入力装置・出力装置は一体化されている。これは大型コンピュータから小さなコンピュータまで共通で、スマートフォンなども同様である。
制御装置は実行に必要な情報を記憶装置から読み出し、実行結果を記憶装置の中の正しい場所に収める。
演算装置は、加算・減算などの算術演算、AND・OR・NOTなどの論理演算、比較（2つの値が等しいかどうかなど）、ビットシフト等を行う装置である。
記憶装置（メモリ）はアドレスを附与された領域の列であり、各領域には命令又はデータが格納される。領域に格納された情報は書換可能か否か、揮発性（動力の供給を止めることで情報が失くなるという性質）を有つか否かは、記憶装置の実装方法に依存するため、通常はCPUが直接操作（アドレッシング）できて高速なDRAMなどの主記憶装置と、大量データを保存できるが低速な磁気ディスク装置やディスクドライブなどの補助記憶装置に分類できる。
入力装置と出力装置は、合わせて入出力装置とも呼ばれ、コンピュータが外部であるユーザーや他の機器との間の情報のやりとりを行う。現代のコンピュータで代表的な入力装置にはキーボード、マウス、マイクロフォン、スキャナなどがあり、出力装置にはディスプレイ、スピーカー、プリンターなどがある。また入力装置と出力装置を兼ね備えたものには上述のタッチスクリーンの他にネットワークカードなどがある。

### ソフトウェア
コンピュータのソフトウェアは多種類あり、大別する方法もいくつかあり、まずシステムソフトウェアとアプリケーションソフト（応用ソフトウェア）の2つに分類しておいて前者のシステムソフトウェアを更に基本ソフトウェアとミドルウェアに分類する方法と、最初から基本ソフトウェア・ミドルウェア・応用ソフトの3つに分類する方法がある。基本ソフトウェアは「広義のOS」とも呼ばれ、更に「狭義のOS」とも呼ばれる制御プログラムと、サービスプログラム、言語処理プログラムに分類できる。

#### ソフトウェアと機械語・アセンブラ・高級言語
コンピュータの中枢部であるCPUが理解し実行することができる形式は機械語だけだが、ソフトウェア開発をする場合は、通常プログラミング言語でソフトウェアを記述しそれをコンパイラを使って機械語に翻訳し、その機械語を実行させる。プログラミング言語は、機械語に近い形式で記述する低水準言語と、人間が理解しやすい自然言語に近い形式で記述する高水準言語に大別できる。
機械語は「0」か「1」を並べたビット列命令（二進コード、バイナリコード）で表現される。
アセンブリ言語はCPUの命令セットにほぼ対応した記述ができるプログラミング言語で、開発難易度は高くCPUの種類（命令セット）に依存するが、コンピュータを細かく制御でき、高速性が必要な制御系などで使用されている。
高水準言語は時代・用途・特性などにより多種類あり、特に有名な言語を挙げるだけでも、1957年に誕生し「最初の高水準言語」とされる科学技術計算用のFORTRAN、1959年に誕生し金融系の事務計算を得意とし2020年代の現在でも大企業のメインフレームで使われ続けているCOBOL、1964年に大学の教育用に誕生し1970年代後半から1980年代のマイクロコンピュータやパーソナルコンピュータで普及したBASIC、1958年に登場しリスト処理に優れ1950年代や60年代の方式の人工知能用に発展したLISPなどが使われたが、最初に挙げた3言語は行番号（文番号）やgoto文を多用する言語であったので記述に混乱が生じがちで開発時のデバッグや運用開始後の改良作業も困難になりがちだったので、1972年にはその欠点を克服する構造化プログラミングが可能なC言語が登場し現在に至るまで広く使われるようになり、1983年にはそのC言語をオブジェクト指向に対応させたC++が登場し 組み込みシステムのソフト開発や 動作の高速性を求められるコンピュータゲームの開発 等々で現在も重要な役割を果たしており、更に1995年にはCとC++の系統に属し「Write once, run anywhere」というスローガンを掲げコードを1回書けばどのプラットフォームでも走り ネットの分散コンピューティングにも向いており おまけに様々な要素を言語仕様自体として最初から含んでいるという長所があるJavaが登場し、2020年代の現在でも常に人気最上位にランクインする状態となっている。また1991年には可読性を重視したPythonが登場しこちらも人気となり、2010年代にはニューラルネットワーク方式の人工知能用のライブラリも充実させ、人工知能開発分野では主流言語となっている。1995年には、全てをオブジェクトとして扱い真のオブジェクト指向であるRubyが登場した。2004年にはファンにより簡潔にWebアプリケーションを書けるRuby on Railsも開発され、イーコマース・サイトを開発する人々やオープンソースのコミュニティ（コミュニティのサイト）で好んで使われるようになった。2012年にはRubyが「日本発」のプログラミング言語としては初めて国際電気標準会議（IEC）で国際規格に認証された。
なお言語処理系は、プログラム言語で記述したソースコードを事前に機械語コード（バイナリコード）に変換するコンパイラや、ソースコードを実行時に逐次解釈しながら実行するインタプリタや、それら2つの中間的な性質を備えた方式などに分類される。

#### 制御プログラム（OS）
「制御プログラム」とエンジニアに呼ばれるものは、別名では「狭義のオペレーティングシステム（OS） 」と言い（そしてパーソナルコンピュータの世界ではこれのみを「OS」と呼んでおり）、その主な役割はジョブ管理、タスク管理、記憶管理などである。この制御プログラムあるいはOSを細分すると、カーネルとデバイスドライバとファイルシステムに分けることができる。
カーネル
カーネルはOSの中核であり、その主な役割は次のようなことである。
- ジョブ管理
- タスク管理
- 記憶管理
- システムコールサービス - システムコールサービスのAPI（Application Programming Interface、アプリケーションプログラミングインタフェース）はアプリケーションソフトから、OSが用意しているさまざまな機能を利用するための仕組みであり[13]、アプリケーション開発の手間が減り[13]、統一的な操作性も実現できる。

デバイスドライバ
デバイスドライバは周辺機器を直接制御する抽象的なインタフェースをアプリケーションソフトに対して提供する。
ファイルシステム
ファイルシステムは、データやプログラムが記録される「ファイル」を管理するソフトウェアである。
なお制御プログラムの構成法として、カーネルの機能を限定し最小限の記憶管理やタスク管理に限ったものを「マイクロカーネル」といい、これは機能を絞っている代わりに、その限定的機能に関しては信頼性が増すというメリットがある。マイクロカーネル方式が採用される場合は、ファイルシステムなどはマイクロカーネルの外で作動するサーバプロセスとして提供される。マイクロカーネル方式に対して、カーネル自体にファイルシステムなどさまざまな機能を担当させる方式を「モノリシックカーネル（方式）」という。
コンピュータのタイプごとのOS
世間に普及するコンピュータを台数を基準として見た場合、最も多いのは組み込みシステムであり、すなわちエアコンや炊飯器などの家電製品、乗用車、各種の測定機器、工作機械などに組み込まれた非常に小さく安価なコンピュータであり、組み込みシステムでは組み込みOSと呼ばれるOSを用いる。2019年時点でのシェアを見ると、東京大学の坂村健が開発し無料配布可能で機器開発者が改変することも許されているTRON系OSのシェアが世界第1位のおよそ60%であり、24年連続トップ。TRON系のなかでもITRONが最も普及している。TRON以外はPOSIX系つまりUnix系、Linux類である。たとえば米リナックスワークスのLynxOS、米ウィンドリバーのVxWorks、米シンビアンのSymbian OSなど。なお小規模な組み込みシステムのなかには、明確なOSを内蔵していないものもある。
次に台数が多いのがスマートフォンであり、スマートフォンのOSおよびそのシェアは、2021年9月時点でAndroidが約72%、iOSが 約27%である。なおAndroidも広い意味でのLinuxの一種であり、より具体的に言うとLinuxのカーネルを一部改編し他のオープンソース・ソフトウェアを組み合わせたものである。つまりおよそ7割の人々が実は意識せずにLinuxの一種を毎日使っているわけである。
ノートPCやデスクトップPCのOSおよびそのシェアとしては、2021年時点でWindows 75.4%、MacOS 15.93%、ChromeOS 2.59%、Linux 2.33%となっている。なお、このMacOSはFreeBSDを基にしたOSでありUnix系である。

スーパーコンピュータにおけるOSの使用比率

スーパーコンピュータのOSは、2021年現在、ほぼ100%、Linuxである。スーパーコンピュータ用は2000年ころはUNIXが9割ほどを占めていたが、その後の10年間つまり2010年ころまでにそのほぼ全てがLinuxに置き換わるということが起きた。
CUIとGUI
ハードウェアの抽象化層を持つ現在のオペレーティングシステムの多くは、何らかの標準化されたユーザインタフェースを兼ね備えている。かつてはキャラクタユーザインタフェース（CUI）のみが提供されていたが、1970年代にアラン・ケイらが Dynabook構想を提唱し、「暫定 Dynabook」と呼ばれる Altoと Smalltalkによるグラフィカルユーザインタフェース環境を実現した。なお、「暫定 Dynabook」は当時のゼロックスの首脳陣の判断により製品化されなかった（ゼロックスより発売されたグラフィカルユーザインタフェース搭載のシステム Xerox Starは「暫定 Dynabook」とは別系統のプロジェクトに由来する）が、この影響を受け開発されたApple Computer（現：Apple）の LISAや Macintosh、マイクロソフトの Windowsの発売、普及により、グラフィカルユーザインタフェース（GUI）が一般的にも普及することとなった。一方、Unix系OSでも1980年代からX Window Systemが開発されグラフィカルユーザインタフェースが実現した。CUIとGUIはそれぞれ長所と短所があり、GUIは初心者に優しいので初心者向けにはもっぱらGUIを使う操作法が教えられ、上級者あたりになるとGUIとCUIを併用することになり、コンピュータ技術者やシステム運用エンジニアなどはしばしば主にCUIを使いGUIは補助的に使う。現在CUIを使う人はGUIとCUIを同時並行的に使用しGUIのマルチウィンドウのいくつかをCUI状態で使うといったことも一般的である。またLinuxなどではGUIモードとCUIモードを根本的に切り替えるということも可能である。

#### サービスプログラム
サービスプログラムとは、基本的なテキストエディタやファイル変換プログラムのことである。

#### 言語処理プログラム
言語処理プログラムとは、アセンブラ, コンパイラ, インタプリタ, ジェネレータのことである。

## アナログとデジタル
1970年代や1980年代頃までは、「コンピュータ」といえばアナログコンピュータとデジタルコンピュータの両方を指した。その後は、アナログコンピュータがほとんど使われなくなり、「コンピュータ」といえば専らデジタルコンピュータを指す。
アナログコンピュータは、電気的現象・機械的現象・水圧現象を利用してある種の物理現象を表現し、問題を解くのに使われる計算機の形態。アナログ計算機はある種の連続的な物理量を別の物理量で表し、それに数学的な関数を作用させる。入力の変化に対してほぼリアルタイムで出力が得られる特徴があり（これはいわゆる「高速型」の場合の話である。時間をかけてバランスが取れた状態を見つけ出すとか、移動量の合計を得るといったような「低速型のアナログ計算機」もある）、各種シミュレーションなどに利用されたが、演算内容を変更するには回路を変更する必要があり、得られる精度にも限界があるので、デジタルコンピュータの性能の向上とDA/ADコンバータの高精度化・高速化によって役目を終えた。
なお、かつて電子式アナログコンピュータの重要な要素として多用されたものと同じ機能を持つ電子回路は、IC化され「オペアンプIC」として今日でも広く使われているが、モジュール化され簡単に使えるものになっているため、一般にコンピュータとは見なされてない。
それに対して今日主流のデジタルコンピュータは 離散的な物理量（ " 飛び飛び " の物理量）を利用するコンピュータである。以前は2値方式のほかに10値方式や他の方式があったが、今日ではもっぱら2値方式（電圧のHigh/Low。数字で抽象化して表現すると1/0）によるものを指しており、その中枢部にあたるCPUでは二進法で数値が表現され、ブール論理の論理演算を行っている。
電気方式やエレクトロニクス方式のデジタルコンピュータは1940年代や1950年代はリレー式のものや真空管式のものが使われたが、これは素子を定期的・不定期的に交換しなければならずメンテナンスにそれなりの手間がかかるものだったので、1950年代以降は新たに発明されたトランジスタで論理回路や演算装置を構成することで低消費電力かつ高速動作で、リレー式や真空管式より小型で、素子交換も不要なコンピュータを実現し、さらに1960年代以降は集積回路も用いて一層の小型化・低消費電力化・高速化が実現することになった。

## 歴史

### 古代

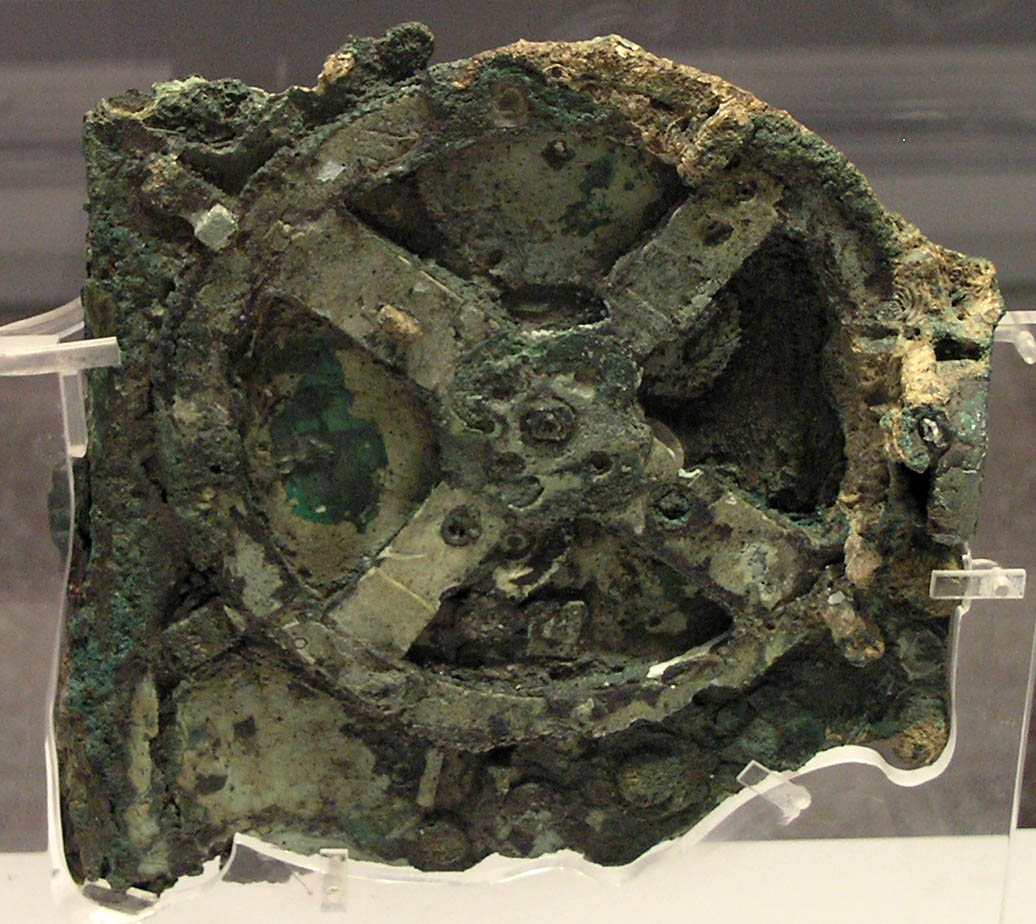
アンティキティラ島の機械（紀元前150年 - 紀元前100年ころ）。現在確認できる最古の歯車式計算機。

- 紀元前2000年頃 古代バビロニアで手動式デジタル計算器であるアバカスが（そろばんは中国起源説もある）発明される（古代ギリシアでは紀元前300年頃に伝わって来たとされており、日本では西暦1400年頃の室町時代に明から伝わって来たといわれる）。
- 紀元前2世紀 - アンティキティラ島の機械。 紀元前150年 - 紀元前100年ころに古代ギリシア人によって作られた、現在確認できるものでは世界最古の歯車式アナログ計算機。

### 17・18世紀
| ブレーズ・パスカルの歯車式計算機「パスカリーヌ」（1642年）とその機構図 |  | ブレーズ・パスカルの歯車式計算機「パスカリーヌ」（1642年）とその機構図 |
| ブレーズ・パスカルの歯車式計算機「パスカリーヌ」（1642年）とその機構図 |  |                                                                        |

- 1620年 イギリスのエドマンド・ガンターが、手動式アナログ計算器である計算尺の原型となる対数尺を発明。
- 1623年頃、ドイツのヴィルヘルム・シッカートが、ネイピアの骨を応用し、乗算と加減算を行なえる歯車式の計算機を作った。加減算に関しては繰り上がりができたが、乗算に関しては繰り上がりができなかった。
- 1642年 フランスのブレーズ・パスカルが歯車式計算機パスカリーヌを開発。約50台が作成された。（英語版記事 en:Pascal's calculatorが参照可）
- 1673年 ドイツのゴットフリート・ライプニッツがライプニッツの環（英語版）を発明[24]。その後パスカリーヌより高機能な計算機を開発し、60年間に約1500台が販売された。
- 1698年 ライプニッツが二進法の数理を確立。
- 1725年 織機の制御にパンチカードが使われ始める[25]。

### 19世紀
- 1801年 ジョゼフ・マリー・ジャカールがジャカード織機を発明。
- 1822年 解析機関の設計者チャールズ・バベッジが第1階差機関の実験モデルを作成。
- 1823年 バベッジによる階差機関の開発開始。バベッジの階差機関は彼の没後に完成した

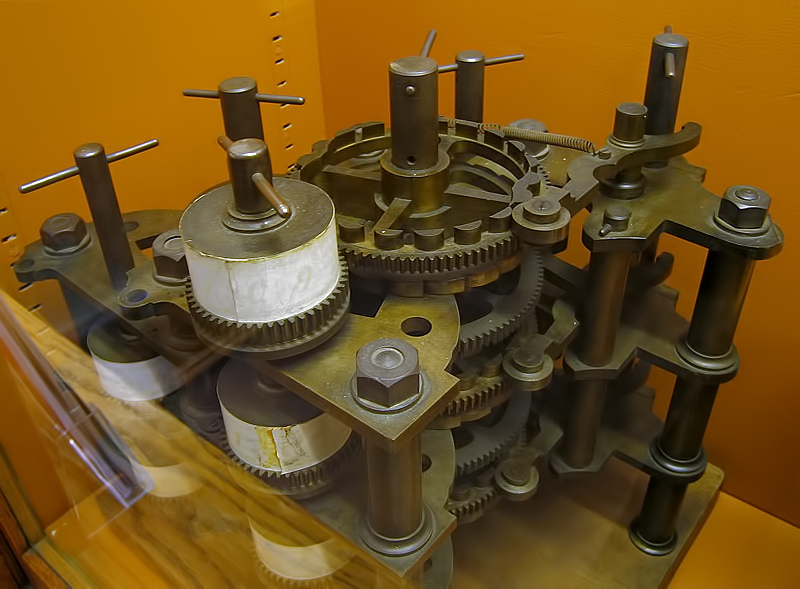
バベッジの階差機関は彼の没後に完成した

- 1833年 追加予算が打ち切られ、階差機関の開発が中止となる。
- 1843年 シュウツ親子により階差機関が完成。
- 1854年 ジョージ・ブールがブール代数を発見する。
- 1865年 万国電信連合（現・国際電気通信連合）設立。電気通信分野における初の標準化機関であり、国際機関。
- 1871年 バベッジが解析機関の実現を見ぬまま死去。解析機関のオペレータであるエイダ・ラブレスは世界最初のプログラマとされる。
- 1889年 ハーマン・ホレリスがパンチカード方式の自動集計機を実現。パンチカード穿孔機

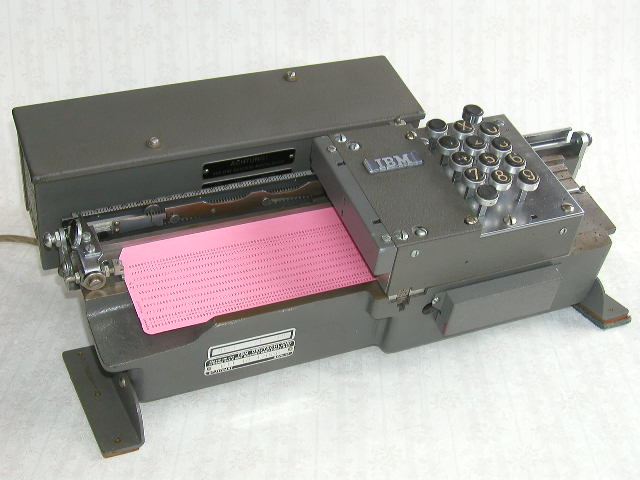
パンチカード穿孔機

- 1897年 フェルディナント・ブラウンが陰極線管（通称ブラウン管）を発明。

### 20世紀
- 1905年 イギリスの物理学者のジョン・フレミングが二極真空管を発明。
- 1906年
  - 国際電気標準会議（IEC）設立。電気電子関連技術を扱う国際的な標準化団体。
  - リー・ド・フォレストが三極真空管を発明。
- 1936年 アラン・チューリングが、論文「On Computable Numbers, with an Application to the Entscheidungsproblem」を発表。同論文でチューリングマシンを提示。
- 1938年 ドイツのコンラート・ツーゼが、自宅で機械式の計算機V1を作成。後にZ1と改名。
- 1939年 ツーゼがZ1をベースに演算部がリレー、記憶部が機械式のテスト用の計算機Z2を作成。
- 1940年 ツーゼがZ2をベースに全リレー式の計算機Z3を作成。Z3は（意図的にそのように設計されたものではないが）1998年に万能（チューリング完全）であると証明された[26][27][28][29]
- 1942年 ジョン・アタナソフとクリフォード・ベリーが真空管を使って演算処理をするデジタル計算機ABCを作成。
- 1943年 ローレンツSZ42暗号機によるドイツ軍の暗号を解読するため、イギリスでColossusが発明される。
- 1944年 ツーゼがZ4を作成。メモリ部分は機械式に戻る。
- 1945年 ジョン・フォン・ノイマンのEDVACに関する報告書の第一草稿が発表。プログラム内蔵方式が提唱される。
- 1946年 ペンシルベニア大学で真空管を使って演算処理をするデジタル計算機ENIACが作成される。一般に広く知られた初のコンピュータ。17468本の真空管を使って作られたENIAC

17468本の真空管を使って作られたENIAC

- 1947年 AT&Tベル研究所のウォルター・ブラッテン、ジョン・バーディーン、ウィリアム・ショックレーらがトランジスタを発明。
- 1948年 マンチェスター大学のフレデリック・C・ウィリアムスとトム・キルバーンが、初のプログラム内蔵式のコンピュータThe Babyを発明。
- 1949年 モーリス・ウィルクスとケンブリッジ大学の数学研究所のチームによるEDSAC稼働。
- 1951年 EDVAC稼働。
- 1951年
  - レミントンランドがUNIVAC Iを商品化。
  - プリンストン高等研究所（IAS）が開発したIASマシンの稼働が始まる。
- 1952年
  - 米IBMが商用のプログラム内蔵式コンピュータIBM 701を発売。
  - ETL Mark I（リレー式）を通産省工業技術院電気試験所（現：産業技術総合研究所）が完成。
- 1953年 MITにてWhirlwindが実用化された。量産機AN/FSQ-7が1958年からSAGEに使われ、後のIBMのコンピュータ技術の基礎となった。
- 1956年
  - FORTRANが誕生（最初のFORTRANマニュアルのリリース）。
  - 「FUJIC」（富士フイルム）稼働。
  - アメリカ合衆国ブルックヘブン国立研究所のウィリアム・ヒギンボーサムが、アナログコンピュータ（オペアンプ）とオシロスコープを用いた『Tennis for Two』を開発。
  - 米IBMによる磁気ディスク（ハードディスクドライブ）「IBM 350」の初出荷。5Mキャラクタ。
- 1957年 MUSASINO-1が稼働（日本電信電話公社電気通信研究所、現・NTT研究所[注釈 7]）。パラメトロンを利用した最初のコンピュータであった。
- 1958年

  - 米テキサス・インスツルメンツのジャック・キルビーが集積回路（IC）を発明。
  - フランク・ローゼンブラット、パーセプトロンの論文を発表する。
- 1960年 日本国有鉄道が日本初のオンラインシステムであるマルス1を導入[30][31]。
- 1960年 米ディジタル・イクイップメントが、世界初のミニコンピュータPDP-1を発売。
- 1961年 米IBM、IBM 7030を発売。
- 1962年 世界初のシューティングゲームとされている「スペースウォー!」が開発される。
- 1963年
  - アメリカ電気学会（AIEE）と無線学会（IRE）が合併し、IEEE設立。
  - アイバン・サザランドがSketchpadを開発。CADプログラムの先駆け。
- 1964年
  - 米IBMがメインフレームのSystem/360を発売。商用初のオペレーティングシステムが生まれる。
  - コントロール・データ・コーポレーション、CDC 6600を製造開始。1969年まで世界最高速の地位にあり、世界で初めて成功したスーパーコンピュータとも言われる。
- 1965年
  - Multicsが開発される。後のUNIXはこのMultixの利点と欠点を踏まえて開発されたものである。
  - ゴードン・ムーア、「Electronics」誌に発表された論文「Cramming more components onto integrated circuits」でムーアの法則を提唱する。
- 1966年 ACM、チューリング賞を創設。
- 1967年 米IBMがフロッピーディスクを開発。
- 1968年 ダグラス・エンゲルバートが、マウスやウィンドウなどをデモンストレーション。
- 1969年
  - 後にインターネットの母体となるARPANETが運用開始。UNIXオペレーティングシステムの開発が始まる。
  - エドガー・F・コッドがリレーショナルデータベースを提唱。
- 1970年
  - インテルが世界初のDRAM 1103を発売。
  - 後にイーサネットの原型となるALOHAnetが運用開始。
- 1971年 インテルが世界最初のシングルチップの4ビットマイクロプロセッサ、i4004をビジコンと共同開発。10月に発売されたビジコンの電卓141-PFに搭載される。
- 1972年
  - 4月、インテルが8ビットのマイクロプロセッサi8008を発表。
  - アタリ、業務用ゲーム機「PONG」を発売。
  - マグナボックス、世界初の家庭用ゲーム機「ODYSSEY」を発売。
  - アラン・ケイがオブジェクト指向の概念を提唱。
- 1973年
  - 米ゼロックスのパロアルト研究所において、チャック・サッカーが Altoを製作。アラン・ケイらはこれを用い、オブジェクト指向に基づく汎用のGUIデスクトップ環境である暫定Dynabook環境を構築。
  - ケン・トンプソンとデニス・リッチーがパデュー大学で行なわれたthe Symposium on Operating Systems PrinciplesでUNIXに関する最初の論文を発表。
- 1974年
  - 4月、インテルが8ビットのマイクロプロセッサi8080を発表。
  - 12月 MITSが、世界初の一般消費者向けマイクロコンピュータAltair 8800を発売。主に組み立てキットとして販売された。
  - ゲイリー・キルドールが8ビットCPU（8080）用のディスクオペレーティングシステムCP/Mを開発。
- 1975年
  - 4月、ビル・ゲイツがマイクロソフトを設立。
  - クレイ・リサーチがCray-1を発表。スーパーコンピュータの代名詞となる。
  - 米IBM、IBM 5100ポータブル・コンピュータを発売。
  - 米IBM、ジョン・コックの統括のもとで、RISCの概念に基づくマイクロプロセッサIBM 801の開発を行う。
- 1976年 NEC、TK-80を発売。6万台を売り上げ、初期のマイコンとしては異例の大ヒットとなる。
- 1977年
  - ビル・ジョイが開発した1BSDが初めて配布される。
  - Apple ComputerがパーソナルコンピュータApple IIを発売。
  - 富士通、日本初のベクトル型プロセッサFACOM 230-75APUを開発し航空宇宙技術研究所に納入。
- 1978年 米国シカゴで最初の電子掲示板「CBBS」が開設される。
- 1979年
  - NECがPC-8001を発売。
  - ビジコープ、VisiCalcを発売。世界初の表計算ソフトであり、Apple IIのキラーアプリケーションとなる。
  - オラクル、商用初の関係データベース製品である Oracle 2をリリース。
- 1980年
  - CERNの研究員ティム・バーナーズ＝リーが、World Wide Webの元となるEnquireを開発。
  - シャープがポケットコンピュータPC-1210を発売。ポケットサイズでBASICが動作する初のデバイス。
- 1981年
  - 米IBMがPC DOSを搭載したパーソナルコンピュータIBM PCを発売。以後、マイクロソフト社から各社にMS-DOSがOEM供給される。
  - ゼロックス、Xerox Starを発売。GUIを装備した初の商用ワークステーションであった。
- 1982年
  - 米サン・マイクロシステムズがTCP/IPを採用したワークステーションを発売。
  - GRiD Systemsが世界初の折りたたみ型ラップトップコンピュータGrid Compassを発売。
  - 世界初の（狭義の）コンピュータウイルスElk Cloner（英語版）が出現。
  - NECがPC-9801を発売。
  - エプソンが初期のハンドヘルドコンピュータであるHC-20を発売。
- 1983年 リチャード・ストールマンがGNUプロジェクトを開始。
- 1984年
  - Apple ComputerがMacintoshを発売。
  - 米IBMがPC/ATを発売。オープンアーキテクチャを採用し、ATバスなどの技術がPC/AT互換機の基礎となる。
  - 坂村健によってTRONが提唱される。
- 1985年
  - デイヴィッド・ドイッチュが量子コンピュータの原モデルである量子チューリングマシンを定義した。
  - Apple ComputerがLaserWriterを発売。ページ記述言語としてPostScriptを採用したレーザープリンターで、ページレイアウトソフト「PageMaker」とともにDTPの時代を切り開く。
  - フィリップスが初のCD-ROMドライブであるCM100を発表。
  - マイクロソフトが最初のWindows製品であるWindows 1.0を発売。
- 1986年
  - SQLの最初の規約が批准される。
  - IETF設立。インターネット標準の策定団体。
  - 日本でΣプロジェクトが開始される。
- 1987年
  - ISO/IEC JTC 1設立。国際標準化機構（ISO）と国際電気標準会議（IEC）の標準化作業をすり合わせるための組織。
  - 3月、シャープがX68000を発売。
  - 米IBM、IBM PS/2を発売。バスMCAは普及しなかったが、VGA、PS/2コネクタなどはPC/AT互換機の標準となる。日本では日本IBMが日本語対応を行ったPS/55シリーズを発売した。
- 1988年
  - NeXTがNeXTcubeを発売。搭載されたNEXTSTEPは後にMac OS Xの基盤となった。
  - PC-VANにおいて、コンピュータウイルスの被害が日本で初めて報告された。
- 1989年 東芝がノートパソコンDynaBookを発売（IBM PC/XT互換）。
- 1990年 マイクロソフトがWindows 3.0 を発売。初の成功したWindows製品となった。
- 1991年
  - リーナス・トーバルズがスクラッチビルドによるUnix風のOSカーネルLinuxを発表。
  - ティム・バーナーズ＝リーがWorld Wide Webプロジェクトを発表する。
  - フィル・ジマーマンが公開鍵暗号PGPを開発し公開した。
- 1992年 シリコングラフィックス、OpenGLを公開する。
- 1993年
  - Unicodeと概ね互換のISO/IEC 10646が国際標準化される。
  - NetBSD・FreeBSDの発表。
  - CERN、World Wide Webを無料で公開。同年にウェブブラウザ・NCSA Mosaicがリリースされ、World Wide Webの普及が始まる。
- 1994年
  - ティム・バーナーズ＝リー、W3Cを設立。World Wide Web関連のプロトコルを策定する標準化団体。
  - マイクロソフトがWindows NTを発売。
- 1995年 マイクロソフトがWindows 95を発売。
- 1996年
  - サン・マイクロシステムズにより、Javaの開発環境が公式にリリースされた。
  - ECMAScriptが策定されJavaScriptが標準化される。
  - The Open Groupが創設され、UNIX戦争が終結した。
  - USロボティクス、Palm Pilotを発売。最も成功した携帯情報端末となる。
- 1997年
  - チェス専用スーパーコンピュータ・ディープ・ブルーがチェス世界チャンピオンガルリ・カスパロフに勝利した。
  - この頃、Netscape CommunicatorとInternet Explorerのシェア争い（第一次ブラウザ戦争）を背景に、Webブラウザの機能が飛躍的にリッチになる。
- 2000年 2000年問題。大きなトラブルはなかった。

### 21世紀
- 2001年
  - インターネット・バブルが崩壊。

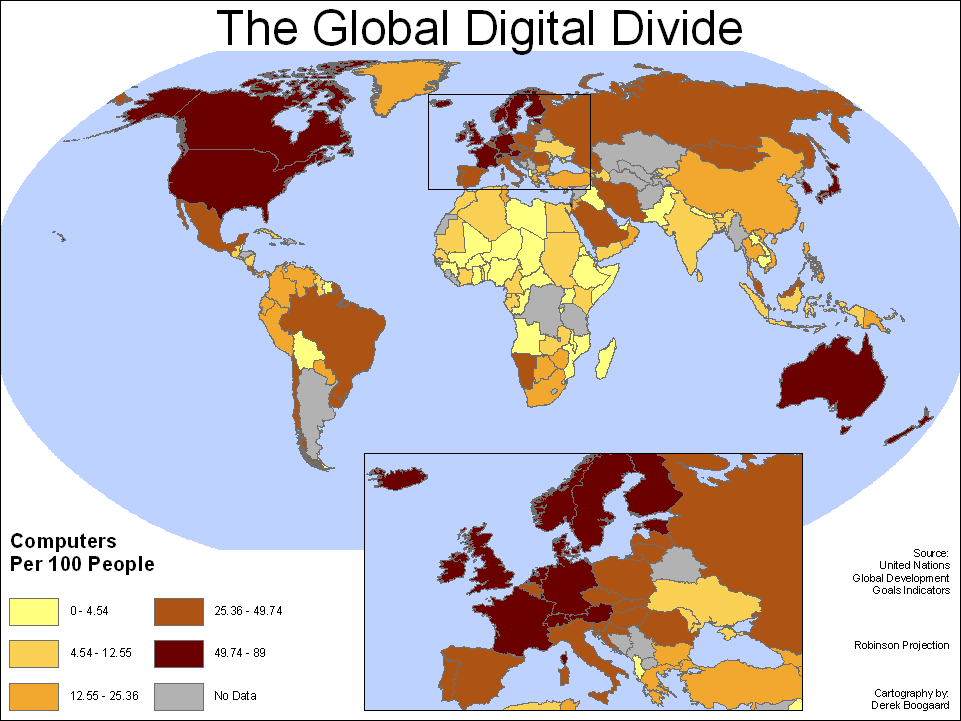
2006年時点の、世界の情報格差を示す地図

  - 4月、Apple ComputerがMac OS Xを発売。10月にはiPodを発表。
- 2003年 中国で人工知能を応用したインターネット検閲システムグレート・ファイアウォールが本格稼働開始。
- 2004年 Mozilla Firefox 1.0 がリリース。この頃から第二次ブラウザ戦争が勃発し、デスクトップにおけるGoogle Chromeの覇権が固まる2014年頃まで続く。
- 2007年 AppleがiPhoneを発売。Mac OS X派生のモバイルオペレーティングシステム iPhone OS（現：iOS）を搭載し、以降スマートフォンの普及が急激に進んだ。
- 2008年 GoogleがLinuxベースのモバイルオペレーティングシステムAndroidをリリース。
- 2009年 米IBM、意思決定支援システムワトソンを公開する。
- 2010年 AppleがiPadを発売。
- 2011年
  - アジア太平洋地域インターネットレジストリのIPv4アドレスが枯渇。
  - D-Wave Systemsは世界初の商用量子コンピュータシステムであるD-Wave Oneを発表した。量子アニーリング方式により最適化問題を解く専用計算機である。
  - 世界のパソコン出荷台数がピークの3億5280万台に達する。
- 2012年 Google、スタンフォード大学との共同研究であるグーグル・ブレイン（英語版）（Google brain）を構築し、ディープラーニングの有用性が認められる。
- 2014年 アマゾン、AIアシスタントAmazon Alexaを発表、スマートスピーカーのAmazon Echoに搭載される。
- 2016年 Google DeepMindが開発したAlphaGoが世界最強の棋士と目される李世乭に勝利した。
- 2020年 OpenAIが高性能な自然言語処理モデルGPT-3を公開する。

## 種類
- スーパーコンピュータ（スパコン、HPCサーバ）
- メインフレーム（汎用コンピュータ、汎用機）
- ミニコンピュータ（ミニコン）
- オフィスコンピュータ（オフコン）
- ワークステーション（WS）
- コンピュータ・クラスター
- 組み込みシステム（基本的にはマイクロコントローラを用いる）
- シングルボードコンピュータ
- 汎用サーバ
  - エンタープライズサーバ
  - PCサーバ
- パーソナルコンピュータ（パソコン、PC）
  - ノートパソコン
  - デスクトップパソコン
  - ゲーミングPC（GPUを搭載している高性能PC。ゲーム用途だけでなく、高い処理能力が必要とされるさまざまな用途に使用されている。）
- マイクロコンピュータ（マイコン。1970年代後半から1980年代にかけて一般的であったもの。PCの前段階）
- シンクライアント
- ワードプロセッサ
- ゲーム機
  - 据置型ゲーム機
  - 携帯型ゲーム機

（※ 近年ではNintendo Switchのように据置型と携帯型の境界を無くすような、単純に分類できないタイプの売上が伸びている）
- スマートフォン
- タブレット
- ウェアラブルコンピュータ
  - スマートウォッチ
  - スマートグラス
- 携帯電話機（フィーチャーフォン）
- PDA（個人情報端末、ハンドヘルドコンピュータ）
- ポケットコンピュータ（1980年代に使われたもの。マイクロコンピュータと電卓の中間的性質のもの）
- プログラム電卓（ユーザが作成するプログラムをもとに複雑な手順の計算を自動的に行える電卓）
- 関数電卓、電卓

### 研究段階のコンピュータ
- 光コンピュータ - 半導体の電子回路の代わりに光集積回路を使用する。
- 量子コンピュータ
- 分子コンピュータ
- DNAコンピュータ
- ニューロコンピュータ
- 生体コンピュータ

## 日本の行政での関連用語
日本の行政組織内では次のような関連用語も使われている。それぞれ異なった意味で使われている。
- 「電子情報処理組織」- 市の機関等が使用する電子計算機（コンピュータ等）と申請者等が使用する電子計算機とを電気通信回線（インターネット等）で接続したもの[32][33]。

関連項目
- （裁判用語）電子情報処理組織による申立て -　裁判手続の申立ての方法の1つであり、「電子情報処理組織」を使う方法。

- 「電子計算組織」 - 電子計算機及びそれと通信回線により接続する端末機等を使用し、与えられた一連の処理手順に従つて事務を自動的に処理する組織（出典：南陽市の公式サイト[34]）。この場合、コンピュータ単体では「電子計算組織」とは呼んでいない。
- 「電子計算処理組織」-大切で厳重に管理されるべき情報を電子計算処理する際に、その適切な運営、事務の適正化と効率的な推進、各種データの保護を目的として市役所内に設けられている組織（出典：泉南市公式サイト[35]）。 ここでの「組織」は、人的組織を指す。